# Татлин, Владимир Евграфович
Влади́мир Евгра́фович Та́тлин (16 [28] декабря 1885[…], Харьков — 31 мая 1953[…], Москва) — русский и советский живописец, график, дизайнер и художник театра. Один из крупнейших представителей русского авангарда, родоначальник конструктивизма. Проект Памятника III Интернационала (1919—1920) Татлина с вынесенной наружу несущей конструкцией стал одним из важнейших символов мирового авангарда и своеобразной визитной карточкой конструктивизма.

## Биография

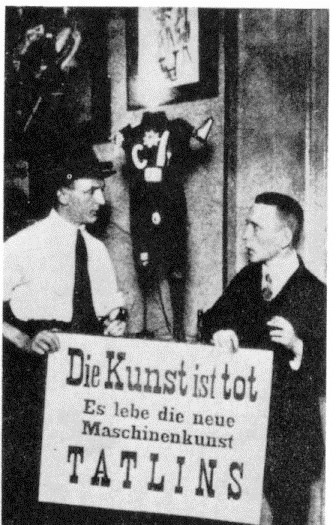
Георг Гросс (справа) и Джон Хартфилд. Надпись на плакате: «Искусство умерло. Да здравствует новое машинное искусство Татлина». 1920 год.

Родился в семье Евграфа Никифоровича Татлина, потомственного орловского дворянина, инженера-технолога по железнодорожному делу, и Надежды Николаевны (урождённой Барт), поэтессы, близкой народовольцам. После смерти матери в 1889 году в 1896 году семья переехала в Харьков. В 13 лет убежал из дома, жил случайными заработками, на корабле ходил юнгой в Турцию, помогал иконописцам и театральным декораторам. В 1902 году поступил в Московское училище живописи, ваяния и зодчества, но уже через год был отчислен «за неуспеваемость и неодобрительное поведение». В 1904 году поступил в Одесское училище торгового мореплавания. Затем с 1905 по 1910 годы занимался в Пензенском художественном училище. Татлин так и не получил полноценного художественного образования.
В 1910-х годах участвовал в выставках таких объединений, как «Мир искусства», «Союз молодёжи», «Бубновый валет» и «Ослиный хвост».
Посещал встречи поэтов-футуристов: братьев Бурлюков, Велимира Хлебникова, Владимира Маяковского.
В 1911 году был одним из организаторов художественного общества «Союз молодежи».
В 1914 году вместе с русской кустарной выставкой посетил Берлин, выступая в качестве музыканта-бандуриста. Из Берлина ненадолго съездил в Париж, посетил мастерскую Пабло Пикассо.
В 1915 году участвовал в легендарной Последней футуристической выставке «0,10», представив свои «контррельефы» (материальный подбор), объемные произведения, понимаемые как «беспредметные», построенные на сопоставлении различных материалов.
В 1923 году поставил в ГИНХУКе как режиссёр, сценограф и актёр спектакль по поэме В. Хлебникова «Зангези». В том же году начинает работать над проектом аппарата «Летатлин».
В 1925—1927 годах — профессор в Киевском художественном институте
. Среди учеников были ставшие впоследствии известными: И. Каракис и др.
В 1927—1930 годах — профессор ВХУТЕМАСа в Москве. Заслуженный деятель искусств РСФСР (1931). В 1930—1940-х годах был вынужден работать как книжный художник и сценограф. В начале 1950-х годов был во главе бригады художников, создававших наглядные пособия для Московского государственного университета.
Скончался в Москве 31 мая 1953 года. Кремирован и захоронен в 106 секции колумбария Новодевичьего кладбища.

### Родственники
- Жена — Александра Николаевна Корсакова (Рудович) (1904—1990)[15]
  - Сын — Владимир Владимирович Татлин
  - Внебрачный сын от Нины Бам (1901—1975) — Анатолий Ромов (род. 1935) — советский и российский прозаик, сценарист[16]

## Творческий путь
Стал знаменит не столько живописью и контррельефами (которые некоторые искусствоведы считают продолжением разработок Пабло Пикассо), но, в большей степени, проектами, которые предназначались для реализации в жизнь, но не дошли до производства, так и оставшись идеями, которые продолжают фигурировать в виде реконструкций и эскизов до сих пор («Памятник III-му Интернационалу», «Летатлин», «Нормаль-одежда»).
Известно противостояние Владимира Татлина концепциям Казимира Малевича, настаивавшего на форме и цвете, в то время как Татлин предлагал «ставить глаз под контроль осязания», связывал искусство с жизнью. Существует даже исторический анекдот о случае, когда Татлин выбил стул из-под Малевича, предложив ему посидеть на геометрии и цвете.
Отталкиваясь от французского кубизма, Татлин преодолел его в национальных традициях, отрицая сечение плоскостей и игру на валёрах. Таким образом, борьба художника с разрушением плоскости иллюзорной глубиной отсылает нас к русской иконописи, где двухмерная протяженность бралась за основу, и разрабатывался приём так называемой корпусной окраски. В самом широком обобщении это позволяет сказать, что Татлин пришел к выводу о неизбежности борьбы русского искусства за материальную основу живописи против ее дематериализации, исконной в западноевропейском искусстве.
Работы Татлина вдохновили немецких художников-дадаистов, которые поняли их как революцию в искусстве. Известна фотография Георга Гроса и Джона Хертфилда, держащих плакат с надписью «Искусство умерло — Да здравствует машинное искусство Татлина!».

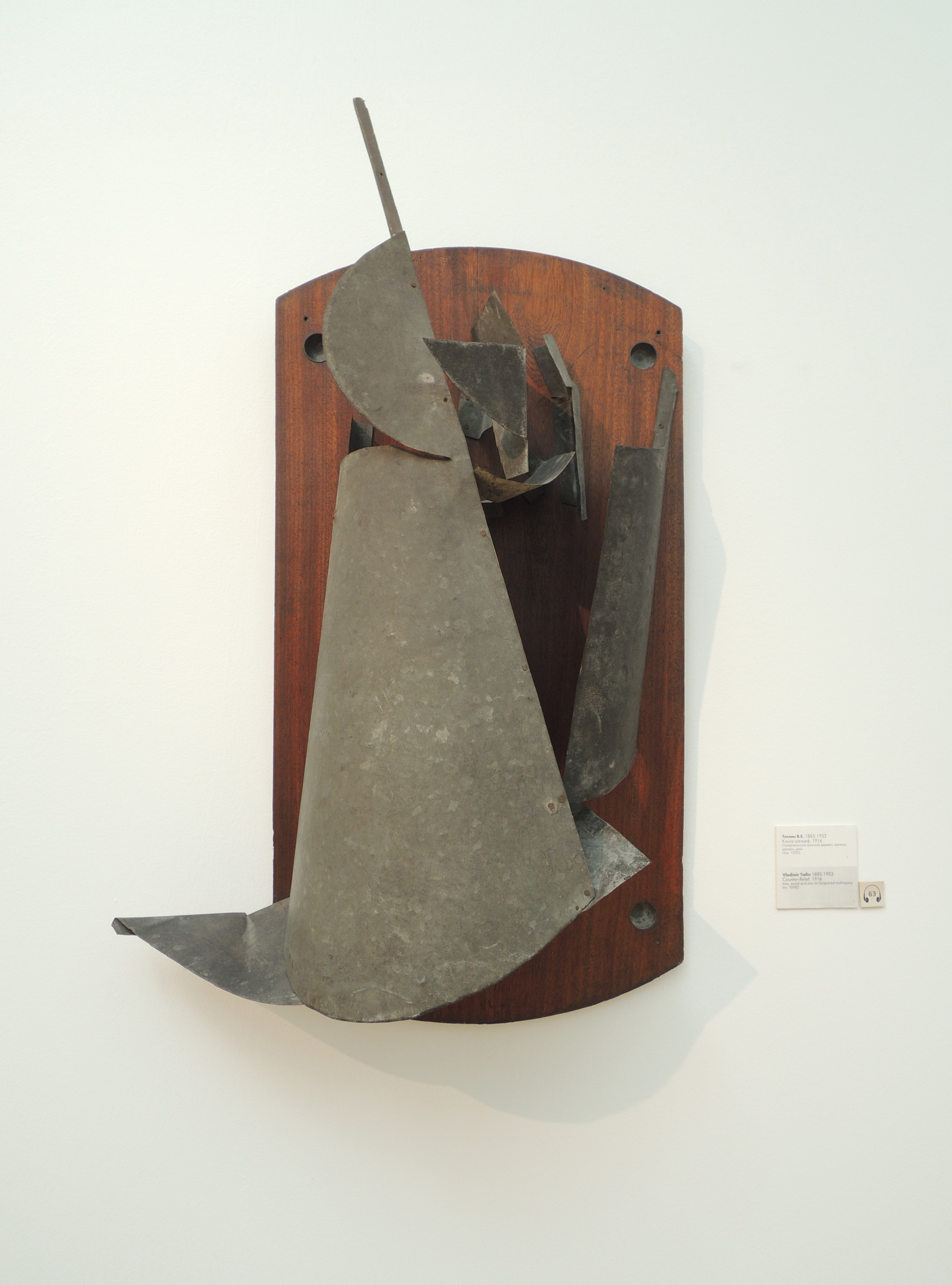
«Контр-рельеф», 1916. Лакированное красное дерево, железо, дерево, цинк. ГТГ

Утопический потенциал конструктивизма, художника-участника промышленной революции в полной мере был реализован В.Татлиным при создании проекта летательного аппарата, получившего название «Летатлин». Формы этого проекта, отдаленно напоминающего рисунки Леонардо Да Винчи, воспроизведённые в XX веке, предъявляют конструктивизм как недостижимую мечту об органичном единении человеческого и машинного (см. конструктивизм в искусстве). «Летатлин» выставлялся в Пушкинском музее искусств. Также было несколько попыток произвести реальные испытания «Летатлина» как летательного аппарата будущего. Испытания так и не состоялись по разным причинам.
Единственная прижизненная персональная выставка Владимира Татлина состоялась в 1932 году. В дальнейшем, когда, все «формальные» направления были искоренены победившей идеологией социалистического реализма, Татлин сотрудничал с театром и вернулся к живописи.
Умер в 1953 году, но его наследие оказалось востребованным сначала в 1960-е, а затем — в 1990-е годы в Европе и России. Проводились ретроспективные выставки, его проекты реконструировались и цитировались различными художниками, наследие В. Татлина стало одним из символов русского авангарда.

## Известные работы

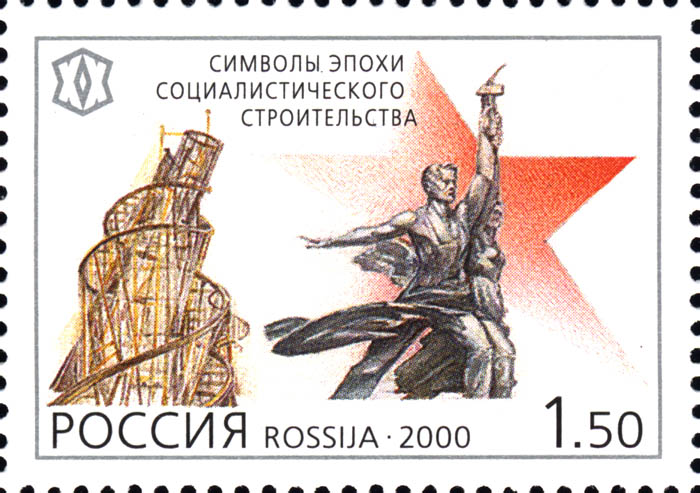
Башня Татлина (слева)
на марке 2000 года

- Поднимающий спички, 1910, бумага на картоне, тушь, 26×18 см, ГТГ
- Матрос (Автопортрет), 1911, Русский музей, Петербург
- Букет, 1911, холст, масло, 93×48 см, ГТГ
- Продавец рыб, 1911, холст, клеевые краски, 77×99 см, ГТГ
- Арлекин, эскиз святочного костюма, 1912, картон, тушь, 32×24 см, ГТГ
- Шесть эскизов декораций и костюмов для неосуществленной постановки оперы М. И. Глинки «Жизнь за царя», 1913 (Поляк, Антонида, Мужик, Бал, Лес, Спасские ворота), ГТГ
- Рельеф, 1914—1915, металл (медь), дерево, 62×53×13 см, дар Г. Д. Костаки, ГТГ
- Контр-рельеф, 1916, полированное красное дерево, кровельное и оцинкованное железо, дерево, цинк, 100×64×34 см, ГТГ
- Доска № 1 (Старо-Басм(анная), 1916, дерево, темпера, позолота, 100×57 см, ГТГ
- Первая модель «Памятник III Коммунистического Интернационала» («Башня Татлина»), 1920—1921
- Вторая модель «Памятник III Интернационала» («Башня Татлина»), 1930, дерево, железо, плексиглас, высота 500 см, руководитель Д. Н. Димаков
- «Летатлин», летающий аппарат (орнитоптер), 1929—1932, Музей истории авиации, Монино, Московская область
- Женский портрет, 1933, Дерево, масло, 55×47 см, дар Г. Д. Костаки, ГТГ
- Букет, 1940-е годы, дерево, масло, 32×24 см, ГТГ
- Мясо, 1947, холст на картоне, масло, 67×71,5 см, дар Г. Д. Костаки, ГТГ
- Череп на раскрытой книге, 1948—1953

## Работа в театре
- 1944 — МХАТ, «Глубокая разведка» А. Крона
- Центральный детский театр, «Где-то в Сибири»

## Творческое наследие
Работы Татлина находятся в собраниях:
- Государственной Третьяковской галерее
- ГМИИ им. А. С. Пушкина в Москве
- ГЦТМ им. А. А. Бахрушина в Москве
- Государственном Русском музее в Санкт-Петербурге.

## Выставки
- «Мир искусства»
- «Союз молодежи»
- «Бубновый валет»
- «Ослиный хвост»

## Память
- 125-летию со дня рождения Владимира Татлина была посвящена его выставка в Государственной Третьяковской галерее на Крымском Валу, открывшаяся 5 октября 2011 года[19]. В экспозиции было представлено около 60 работ, четверть из которых — реконструкции[19].
- Улица Татлина в Пензе.
- Улица Татлина в Москве.
- Ресторан «Татлин» в Тольятти.
- «TATLIN»[20] — екатеринбургское издательство, выпускающее книги и журналы на такие темы, как архитектура, дизайн и искусство.
- Tatlin — семейство систем хранения данных производства Yadro.
- В 2010 году Союзом архитекторов России была учреждена «премия Владимира Татлина» — российская национальная премия в области архитектуры. Премия вручается ежегодно за лучшие проектные предложения и авторские концепции в смотре-конкурсе «Архитектурные произведения». Лауреатам вручается приз в виде стилизованной Башни Третьего Интернационала, автором которого стал Юрий Аввакумов[21].

#### Книги
- Пунин Н. Памятник III Интернационала. — Париж: Издание Отдела Изобразительных Искусств Н. К. П., 1920.
- Пунин Н. Татлин (Против кубизма). — Петроград, 1921.
- Жадова Л. А. В. Е. Татлин. Заслуженный художник РСФСР: [Каталог]. — М., 1977.
- Zsadova L. A. Tatlin. — Budapest: Corvina, 1983. — 533 p.
- Milner John. Vladimir Tatlin and the Russian avant-garde. — New Haven: Yale University Press, 1983.
- Zhadova Larissa. Tatlin. — London: Thames and Hudson, 1988. — 533 p. — ISBN 0-500-23478-7.
- Jadova Larissa. Tatline: Masterskaia Tatlina. — Paris: P. Sers, 1990. — 554 p. — ISBN ISBN 2-904057-32-3.
- Владимир Татлин. Ретроспектива: [Каталог выставки] / Под общей редакцией А. Стригалёва и Ю. Хартена. — Köln: DuMont, 1993. — 416 с. — ISBN 3-7701-3250-5.
- Н. Пунин о Татлине / Под общ. ред. В. Ракитина и А. Сарабьянова; авт. вступ. ст. В. Ракитин; сост. И. Пунина, В. Ракитин, Л. Зыков; комм. А. Каминской, В. Ракитина. — М.: RA, 2001. — 128 с. — (Архив русского авангарда). — 2000 экз. — ISBN 5-85164-079-0.

#### Статьи
- Абрамова А. Татлин // Декоративное искусство СССР. — 1966.
- Рахтанов И. Спираль художника // Ruthenia. Говорит Москва.
- Жадова Л. А. К выставке Татлина — одного из основоположников советской школы дизайна // Техническая эстетика. — 1977. — № 7.
- Стригалёв А. «Бионические основы» творческой концепции В. Е. Татлина // Проблемы формообразования в советской архитектуре. — М., 1978. — Вып. 4. — С. 29—32.
- Раппапорт А. К пониманию контррельефов Татлина // Wiener Slawistische almanach. — 1982.
- Дуксина И. Н. К новому или к нужному. Манифест Дж. Балла в прочтении В. Татлина // Русский кубофутуризм. — СПб., 2002.
- Дуксина И. Н. Гончарова и Татлин (1913—1915) // «Амазонки авангарда»  / Ответственный редактор Г. Ф. Коваленко; Государственный институт искусствознания Министерства культуры Российской Федерации. — М.: Наука, 2004. — С. 111—124. — ISBN 5-02-010251-2.
- Ромов Анатолий. Романтика и конспирация времен Большого террора // Слово/Word. — 2005. — № 47.
- Фрейдин Ефим. Владимир Татлин: романтика полёта // SibDESIGN.ru. — 3 августа 2009 года.
- Терехович М. Тайновидец из отряда солнцеловов. К 125-летию со дня рождения В. Е. Татлина // Архитектура. Строительство. Дизайн. — 2010. — № 4. — С. 64—69.
- Стригалёв А. А. Владимир Евграфович Татлин // Мастера советской архитектуры об архитектуре. — М.: Искусство, 1975. — Т. 2. — С. 68—79.
- Милнер-Гулланд Р. Поэт и художник (По поводу стихотворения В. Хлебникова «Татлин, тайновидец лопастей…») // Поэзия и живопись: Сборник трудов памяти Н. И. Харджиева  / Составление и общая редакция М. Б. Мейлаха и Д. В. Сарабьянова. — М.: Языки русской культуры, 2000. — С. 302—308. — ISBN 5-7859-0074-2.
- Дуксина И. Н. Ранний театр Владимира Татлина // Mit voller Kraft. Russische Avantgarde 1910—1934: Каталог выставки. — Гамбург, 2001.
- Данин Д. Улетавль // Пути в незнаемое. Писатели рассказывают о науке. Сборник 17. — М., Советский писатель, 1983. — с. 340—365